# XXI Premis de la Crítica de les Arts Escèniques
La vint-i-unena edició dels Premis de la Crítica de les Arts Escèniques va correspondre a l'any 2018. El lliurament dels premis va tenir lloc al Teatre Poliorama de Barcelona, el 25 de març de 2019. Aquesta edició va ser la primera en incloure les categories de millor actor i millor actriu de musical. Els premis d'Arts del Carrer van incloure, per primera vegada, una menció especial.

## VI Premi Gonzalo Pérez de Olaguer
- Arola Editors, pels seus vint anys de trajectòria i la seva línia de publicacions teatrals que combina textos d'autoria catalana contemporània amb obres fonamentals de la dramatúrgia catalana dels darrers cent anys[5]

## XXI Premis de la Crítica de Teatre
| Categoria | Persona | Obra | Autoria | Direcció | Teatre |
| --- | --- | --- | --- | --- | --- |
| Millor espectacle | | | | | |
| - | Una gossa en un descampat                                                                                                 | Clàudia Cedó | Sergi Belbel | Sala Beckett (Grec 18) | |
| - | La importància de ser Frank                                                                                               | Oscar Wilde i Cia. La Brutal | David Selvas | TNC i Teatre Poliorama | |
| - | Sopa de pollastre amb ordi                                                                                                | Arnold Wesker i Cia. La Perla 29 | Ferran Utzet | Biblioteca de Catalunya                                                                                                   | |
| Millor espectacle internacional | | | | | |
| - | La reprise. Histoire(s) du théâtre (I) - (L'assaig)                                                                       | Milo Rau, Cia. International Institute of Political Murder (IIPM) i Création Studio Théâtre National Wallonie-Bruxelles | Milo Rau | Teatre Lliure (Grec 18)                                                                                                   | |
| - | Belgian Rules / Belgium Rules                                                                                             | Cia. Troubleyn / Jan Fabre, Johan de Boose i Miet Martens | Jan Fabre | Teatre Lliure (Grec 18)                                                                                                   | |
| - | Ombra (parla Eurídice) | Elfriede Jelinek, Nils Haarmann, Alice Birch i Schaubühne de Berlín | Katie Mitchell | Teatre Lliure (Grec 18)                                                                                                   | |
| Millor espectacle de petit format | | | | | |
| - | Travy | Pau Matas i Oriol Pla Solina | Oriol Pla Solina | Teatre Lliure | |
| - | Ovelles | Yago Alonso, Carmen Marfà i Flyhard Produccions | Yago Alonso i Carmen Marfà                                                                                                | Sala Flyhard | |
| - | Vania | Adaptació d'Àlex Rigola, Lola Blasco, Cia. Heartbreak Hotel, Cia. Titus Andrònic SL i Teatros del Canal de l'obra L'oncle Vània d'Anton Txékhov                                                                            | Àlex Rigola | Teatre de Salt (Temporada Alta 2017) Sala Muntaner (Grec 18)                                                              | |
| Millor musical | | | | | |
| - | Fun Home | Lisa Kron, Jeanine Tesori i Cia. Not Day But Today, a partir de la novel·la gràfica homònima d'Alison Bechdel | Daniel Anglès i Miquel Tejada                                                                                             | Teatre Condal-Onyric | |
| - | Els Jocs Florals de Canprosa                                                                                              | Adaptació de Jordi Prat i Coll de l'obra homònima de Santiago Rusiñol i Prats | Jordi Prat i Coll i Dani Espasa                                                                                           | TNC | |
| - | La jaula de las locas | Harvey Fierstein, Jerry Herman i Nostromo Live, a partir de l'obra homònima de Jean Poiret | Àngel Llàcer, Manu Guix i Andreu Gallén                                                                                   | Teatre Tívoli | |
| Premi a les noves tendències | | | | | |
| - | La Plaza | Cia. El Conde de Torrefiel, Tanya Beyeler, Pablo Gisbert i Kunstenfestivaldesarts de Brussel·les | Tanya Beyeler i Pablo Gisbert                                                                                             | SAT! (Grec 18) | |
| - | Là | Cia. Baró d'Evel, Camille Decourtye, Blaï Mateu Trias i Barbara Métais-Chastanier | Camille Decourtye i Blaï Mateu Trias                                                                                      | Teatre Lliure (Grec 18) i Teatre de Salt (Temporada Alta 2018)                                                            | |
| - | My low cost revolution (justificaciones del porqué soy una radical de mierda)                                             | Fundación Agrupación Colectiva i Francesc Cuéllar | Francesc Cuéllar | Sala Atrium | |
| Millor direcció | | | | | |
| Jordi Prat i Coll | Els Jocs Florals de Canprosa                                                                                              | Adaptació de Jordi Prat i Coll de l'obra homònima de Santiago Rusiñol i Prats | - | TNC | |
| Sergi Belbel | Una gossa en un descampat                                                                                                 | Clàudia Cedó | - | Sala Beckett (Grec 18) | |
| Ferran Utzet | Sopa de pollastre amb ordi                                                                                                | Arnold Wesker i Cia. La Perla 29 | - | Biblioteca de Catalunya                                                                                                   | |
| Millor actriu principal | | | | | |
| Vicky Luengo i María Rodríguez (Ex aequo) | Una gossa en un descampat                                                                                                 | Clàudia Cedó | Sergi Belbel | Sala Beckett (Grec 18) | |
| Elisabet Casanovas | Kassandra | Sergio Blanco | Sergi Belbel | Teatre de Salt (Temporada Alta 2018) i TNC                                                                                | |
| Màrcia Cisteró | Sopa de pollastre amb ordi                                                                                                | Arnold Wesker i Cia. La Perla 29 | Ferran Utzet | Biblioteca de Catalunya                                                                                                   | |
| Millor actor principal | | | | | |
| Pere Arquillué | Àngels a Amèrica | Tony Kushner i La Kompanyia Lliure | David Selvas | Teatre Lliure | |
| Luis Bermejo | Vania | Adaptació d'Àlex Rigola, Lola Blasco, Cia. Heartbreak Hotel, Cia. Titus Andrònic SL i Teatros del Canal de l'obra L'oncle Vània d'Anton Txékhov                                                                            | Àlex Rigola | Teatre de Salt (Temporada Alta 2017) i Sala Muntaner (Grec 18)                                                            | |
| David Verdaguer | La importància de ser Frank                                                                                               | Oscar Wilde i Cia. La Brutal | David Selvas | TNC i Teatre Poliorama | |
| Millor actriu de repartiment | | | | | |
| Júlia Truyol | El temps que estiguem junts                                                                                               | Pablo Messiez i La Kompanyia Lliure | Pablo Messiez | Teatre Lliure | |
| Laura Conejero | La importància de ser Frank                                                                                               | Oscar Wilde i Cia. La Brutal | David Selvas | TNC i Teatre Poliorama | |
| Nora Navas | 4D Òptic | Javier Daulte i Cia. La Perla 29 (revisió de l'estrena original de 2003) | Javier Daulte | Biblioteca de Catalunya                                                                                                   | |
| Millor actor de repartiment | | | | | |
| Quim Àvila | El temps que estiguem junts                                                                                               | Pablo Messiez i La Kompanyia Lliure | Pablo Messiez | Teatre Lliure | |
| Jordi Banacolocha | Que rebentin els actors                                                                                                   | Gabriel Calderón i Bitó Produccions | Gabriel Calderón | TNC | |
| Lluís Villanueva | Sopa de pollastre amb ordi                                                                                                | Arnold Wesker i Cia. La Perla 29 | Ferran Utzet | Biblioteca de Catalunya                                                                                                   | |
| Millor actriu de musical | | | | | |
| Anna Moliner | Els Jocs Florals de Canprosa                                                                                              | Adaptació de Jordi Prat i Coll de l'obra homònima de Santiago Rusiñol i Prats | Jordi Prat i Coll i Dani Espasa                                                                                           | TNC | |
| Rosa Boladeras | Els Jocs Florals de Canprosa                                                                                              | Adaptació de Jordi Prat i Coll de l'obra homònima de Santiago Rusiñol i Prats | Jordi Prat i Coll i Dani Espasa                                                                                           | TNC | |
| Mariona Castillo | Fun Home | Lisa Kron, Jeanine Tesori i Cia. Not Day But Today, a partir de la novel·la gràfica homònima d'Alison Bechdel | Daniel Anglès i Miquel Tejada                                                                                             | ONYRIC - Teatre Condal | |
| Millor actor de musical | | | | | |
| Àngel Llàcer | La jaula de las locas | Harvey Fierstein, Jerry Herman i Nostromo Live, a partir de l'obra homònima de Jean Poiret | Àngel Llàcer, Manu Guix i Andreu Gallén                                                                                   | Teatre Tívoli | |
| Ivan Labanda | La jaula de las locas | Harvey Fierstein, Jerry Herman i Nostromo Live, a partir de l'obra homònima de Jean Poiret | Àngel Llàcer, Manu Guix i Andreu Gallén                                                                                   | Teatre Tívoli | |
| Joan Vázquez | Ciutat de gespa | Joan Vázquez, Gerard Alonso i Victor Álvaro, a partir de la poesia de Walt Whitman i Federico García Lorca | Victor Álvaro i Gerard Alonso                                                                                             | El Maldà | |
| Millor text | | | | | |
| Clàudia Cedó | Una gossa en un descampat                                                                                                 | Clàudia Cedó | Sergi Belbel | Sala Beckett (Grec 18) | |
| Josep Maria Miró | Temps salvatge | Josep Maria Miró | Xavier Albertí | TNC | |
| Iván Morales | Esmorza amb mi | Iván Morales i Cia. losMontoya (pantalla&escena) | Iván Morales | Sala Beckett i La Factoria d'Arts Escèniques de Banyoles (Temporada Alta 2018)                                            | |
| Millor dramatúrgia o adaptació | | | | | |
| Joan Yago | Sis personatges - Homenatge a Tomás Giner                                                                                 | Creació col·lectiva amb dramatúrgia de Joan Yago, a partir de les vivències personals dels participants i lleugerament inspirada en l'obra de Sis personatges en cerca d'autor de Luigi Pirandello                         | Juan Carlos Martel Bayod                                                                                                  | Teatre Lliure (NOSaltres - Mostra de teatre inclusiu)                                                                     | |
| Jordi Prat i Coll | Els Jocs Florals de Canprosa                                                                                              | Adaptació musical de l'obra homònima de Santiago Rusiñol i Prats | Jordi Prat i Coll i Dani Espasa                                                                                           | TNC | |
| Àlex Rigola | Vania | Adaptació d'Àlex Rigola, Lola Blasco, Cia. Heartbreak Hotel, Cia. Titus Andrònic SL i Teatros del Canal de l'obra L'oncle Vània d'Anton Txékhov                                                                            | Àlex Rigola | Teatre de Salt (Temporada Alta 2017) i Sala Muntaner (Grec 18)                                                            | |
| Millor espai escènic | | | | | |
| Lluc Castells | Temps salvatge | Josep Maria Miró | Xavier Albertí | TNC | |
| Alejandro Andújar | Medea | Versió d'Alberto Conejero i Lluís Pasqual a partir dels textos d'Eurípides i Sèneca | Lluís Pasqual | Teatre Lliure | |
| Raquel Ibort, Marc Salicrú i Marc Udina | Fun Home | Lisa Kron, Jeanine Tesori i Cia. Not Day But Today, a partir de la novel·la gràfica homònima d'Alison Bechdel | Daniel Anglès i Miquel Tejada                                                                                             | ONYRIC - Teatre Condal | |
| Millor vestuari | | | | | |
| Montse Amenós | Els Jocs Florals de Canprosa                                                                                              | Adaptació de Jordi Prat i Coll de l'obra homònima de Santiago Rusiñol i Prats | Jordi Prat i Coll i Dani Espasa                                                                                           | TNC | |
| Maria Armengol | La importància de ser Frank                                                                                               | Oscar Wilde i Cia. La Brutal | David Selvas | TNC i Teatre Poliorama | |
| Míriam Compte | La jaula de las locas | Harvey Fierstein, Jerry Herman i Nostromo Live, a partir de l'obra homònima de Jean Poiret | Àngel Llàcer, Manu Guix i Andreu Gallén                                                                                   | Teatre Tívoli | |
| Millor il·luminació | | | | | |
| Carlos Marquerie | Sol, solet | Versió de Carlota Subirós i Ferran Dordal de l'obra homònima d'Àngel Guimerà | Carlota Subirós | TNC i Teatres en Xarxa | |
| Ignasi Camprodon | Temps salvatge | Josep Maria Miró | Xavier Albertí | TNC | |
| Pascal Mérat | Medea | Versió d'Alberto Conejero i Lluís Pasqual a partir dels textos d'Eurípides i Sèneca | Lluís Pasqual | Teatre Lliure | |
| Millors eines digitals | | | | | |
| Vicenç Viaplana i David Muñiz | Kingdom | Agrupación Señor Serrano, Àlex Serrano, Pau Palacios, Ferran Dordal | Àlex Serrano, Pau Palacios, Ferran Dordal                                                                                 | Teatre Lliure (Grec 18)                                                                                                   | |
| Carles Tamayo | Medea | Versió d'Alberto Conejero i Lluís Pasqual a partir dels textos d'Eurípides i Sèneca | Lluís Pasqual | Teatre Lliure | |
| Klaas Verpoest | La neta del senyor Linh                                                                                                   | Erwin Jans i Jérôme Kircher, a partir de la novel·la homònima de Philippe Claudel | Guy Cassiers | El Canal (Temporada Alta 2018) i Teatre Lliure                                                                            | |
| Millor espai sonor | | | | | |
| Clara Aguilar | Pool (No Water) | Mark Ravenhill, Col·lectiu VVAA i Íntims Produccions | Anna Serrano, Elena Martín i Marc Salicrú (Col·lectiu VVAA)                                                               | Sala Beckett i Poliesportiu Municipal de Tàrrega (FiraTàrrega 2017)                                                       | |
| Jordi Bonet | Temps salvatge | Josep Maria Miró | Xavier Albertí | TNC | |
| Maxime Glaude | La tristeza de los ogros                                                                                                  | Fabrice Murgia, a partir dels casos reals de Bastian Bosse i Natascha Kampusch | Fabrice Murgia (Revisió de la producció original del 2009 del Théâtre National de Wallonie-Bruxelles)                     | Teatre Lliure | |
| Millor música original o adaptada | | | | | |
| Paula Jornet | La importància de ser Frank                                                                                               | Oscar Wilde i Cia. La Brutal | David Selvas | TNC i Teatre Poliorama | |
| Nao Albet | Falsestuff. La muerte de las musas                                                                                        | Nao Albet, Marcel Borràs i l'Associació Uns Nois que fan Teatre | Nao Albet i Marcel Borràs                                                                                                 | TNC (Grec 18) | |
| Andreu Gallén | Maremar | Jofre Borràs, Joan Lluís Bozzo, Anna Rosa Cisquella, Andreu Gallén, Miquel Perial, Ariadna Peya i Dagoll Dagom, a partir de l'obra Pèricles, Príncep de Tir de William Shakespeare i de la música i lletres de Lluís Llach | Joan Lluís Bozzo, Andreu Gallén i Ariadna Peya                                                                            | Teatre Poliorama | |
| Premi Revelació | | | | | |
| Albert Salazar | A.K.A. (Also Known As) | Daniel J. Meyer i FlyHard Produccions | Montse Rodríguez Clusella                                                                                                 | Sala FlyHard i Teatre Lliure                                                                                              | |
| Paula Jornet | La importància de ser Frank                                                                                               | Oscar Wilde i Cia. La Brutal | David Selvas | TNC i Teatre Poliorama | |
| Laia Manzanares | Temps salvatge | Josep Maria Miró | Xavier Albertí | TNC | |
| Millor Sala | | | | | |
| Sala Atrium, per la perspectiva de gènere en l'elaboració de la seva programació i per la iniciativa DespertaLab, projecte compratit amb la Nau Ivanow de suport a joves creadores i companyies | | | | | |
| Premi Especial | - Ángel Pavlovsky, per ser un artista amb segell únic, amb una trajectòria compromesa amb la llibertat i la transgressió. | - Ángel Pavlovsky, per ser un artista amb segell únic, amb una trajectòria compromesa amb la llibertat i la transgressió.                                                                                                  | - Ángel Pavlovsky, per ser un artista amb segell únic, amb una trajectòria compromesa amb la llibertat i la transgressió. | - Ángel Pavlovsky, per ser un artista amb segell únic, amb una trajectòria compromesa amb la llibertat i la transgressió. | - Ángel Pavlovsky, per ser un artista amb segell únic, amb una trajectòria compromesa amb la llibertat i la transgressió. |
| Jurat de Teatre | | | | | |
| Ferran Baile (Recomana.cat), Montse Barcon (Programa Oxitocina de Catalunya Ràdio), Jordi Bordes (El Punt Avui), Núria Cañamares (Recomana.cat), Francesc Esteve (Blog Inquietuds Culturals i Anoia Diari), Iolanda G. Madariaga (Recomana.cat), Marc Sabater (Petit Sabadell i Petit Terrassa) i Andreu Sotorra (Blog Clip de Teatre) | | | | | |

## V Premis de la Crítica de Dansa
| Categoria | Persona | Obra | Autoria | Direcció | Teatre |
| --- | --- | --- | --- | --- | --- |
| Millor espectacle nacional de dansa | | | | | |
| - | Set of Sets | Guy Nader, Maria Campos i companyia GN\|MC | Guy Nader | Teatre Principal d'Olot (Sismògraf 2018) i Mercat de les Flors | |
| - | Èpica | Aimar Pérez Galí i Jaime Conde-Salazar | Aimar Pérez Galí | Mercat de les Flors (6è Sâlmon< Fest i Sónar 2017)) | |
| - | Pasionaria | Marcos Morau, Roberto Fratini, Lorena Nogal, Celso Giménez i Cia. La Veronal | Marcos Morau | Teatre Lliure (Grec 18) | |
| Millor espectacle internacional de dansa | | | | | |
| - | 20 ballarins pel segle XX | Boris Charmatz i Musée de la danse – Centre chorégraphique national de Rennes et de Bretagne | Boris Charmatz | MACBA | |
| - | Os Serrenhos do Caldeirão, exercícios em antropologia ficcional | Vera Mantero | Vera Mantero | La Caldera de Les Corts (Grec 18) | |
| - | Xenos | Akram Khan, Vincenzo Lamagna, Rith Little, Jordan Tannahill i Akram Khan Company | Akram Khan | Mercat de les Flors (Grec 18) | |
| Millor ballarina | | | | | |
| Alba Barral | Closer | Cia. Thomas Noone Dance i Jim Pinchen | Thomas Noone | Mercat de les Flors | |
| Núria Guiu | Likes | Núria Guiu | Núria Guiu | Sala Hiroshima i Poliespotiu Municipal de Tàrrega (FiraTàrrega 2018) | |
| Laia Duran | Habitació 13-Taverne | HOTEL - Col·lectiu Escènic (Inma Asensio, Laia Duran, Roberto Gómez, Anna Hierro, Èlia López, Lorena Nogal i Marie Gyselbrecht), Raphaëlle Latini i Jordi Oriol | Marie Gyselbrecht | Sala Hiroshima | |
| Millor ballarí | | | | | |
| Pol Jiménez | La oscilante | Pol Jiménez, Juan Carlos Lérida i Jaume Clotet | Juan Carlos Lérida | Sala Hiroshima | |
| Chey Jurado | Cuculand Souvenir | Roberto Olivan, Laurent Delforge, Piero Steiner i R.O.P.A. – Roberto Olivan Performing Arts | Roberto Olivan | Teatre Principal d'Olot (Sismògraf 2018) Teatre Grec (Grec 18) i TNC | |
| Lisard Tranis | Set of Sets | MC | Guy Nader | Teatre Principal d'Olot (Sismògraf 2018) i Mercat de les Flors | |
| Millor coreografia | | | | | |
| Guy Nader i Maria Campos | Set of Sets | MC | Guy Nader | Teatre Principal d'Olot (Sismògraf 2018) i Mercat de les Flors | |
| Marcos Morau i Cia. La Veronal | Pasionaria | Marcos Morau, Roberto Fratini, Lorena Nogal, Celso Giménez i Cia. La Veronal | Marcos Morau | Teatre Lliure (Grec 18) | |
| Salva Sanchis | Radical Light | Salva Sanchis i Discodesafinado (Joris Vermeiren i Senjan Jansen) | Salva Sanchis | Mercat de les Flors | |
| Millor solo | | | | | |
| Núria Guiu | Likes | Núria Guiu | Núria Guiu | Sala Hiroshima i Poliespotiu Municipal de Tàrrega (FiraTàrrega 2018) | |
| Pol Jiménez | La oscilante | Pol Jiménez, Juan Carlos Lérida i Jaume Clotet | Juan Carlos Lérida | Sala Hiroshima | |
| Eulàlia Bergadà | Nixie (Deep Inside) | Eulàlia Bergadà, Marc Naya i Ferran Echegaray | Eulàlia Bergadà | Sala Hiroshima | |
| Menció Especial | - Explica Dansa, iniciativa de divulgació i difusió, en diversos formats, de la dansa contemporània. - MAIO, estudi d'arquitectura, per l'espai escènic dÈpica, d'Aimar Pérez Galí, estrenat al Mercat de les Flors en el marc del Sónar 2017 i reestrenat al mateix espai dins del 6è Sâlmon< Fest. | - Explica Dansa, iniciativa de divulgació i difusió, en diversos formats, de la dansa contemporània. - MAIO, estudi d'arquitectura, per l'espai escènic dÈpica, d'Aimar Pérez Galí, estrenat al Mercat de les Flors en el marc del Sónar 2017 i reestrenat al mateix espai dins del 6è Sâlmon< Fest. | - Explica Dansa, iniciativa de divulgació i difusió, en diversos formats, de la dansa contemporània. - MAIO, estudi d'arquitectura, per l'espai escènic dÈpica, d'Aimar Pérez Galí, estrenat al Mercat de les Flors en el marc del Sónar 2017 i reestrenat al mateix espai dins del 6è Sâlmon< Fest. | - Explica Dansa, iniciativa de divulgació i difusió, en diversos formats, de la dansa contemporània. - MAIO, estudi d'arquitectura, per l'espai escènic dÈpica, d'Aimar Pérez Galí, estrenat al Mercat de les Flors en el marc del Sónar 2017 i reestrenat al mateix espai dins del 6è Sâlmon< Fest. | - Explica Dansa, iniciativa de divulgació i difusió, en diversos formats, de la dansa contemporània. - MAIO, estudi d'arquitectura, per l'espai escènic dÈpica, d'Aimar Pérez Galí, estrenat al Mercat de les Flors en el marc del Sónar 2017 i reestrenat al mateix espai dins del 6è Sâlmon< Fest. |
| Jurat de Dansa | | | | | |
| Clàudia Brufau (Revista Musical Catalana), Carmen del Val (El País), Montse Otzet (Recomana.cat), Oriol Puig Taulé (Núvol), Bàrbara Raubert (Time Out Barcelona) i Jordi Sora (Blog Escena de la Memòria) | | | | | |

## V Premi de la Crítica de Teatre Familiar
| Categoria | Persona | Obra | Autoria                | Direcció | Teatre |
| --- | ------- | --- | ---------------------- | --- | ------ |
| Millor espectacle familiar |         | |                        | |        |
| - | Laika   | Creació col·lectiva de Xirriquiteula Teatre (Enric Ases, Marc Costa, Christian Olivé, Daniel Carreras, Iolanda Llansó) | Enric Ases             | Teatre Municipal l'Ateneu d'Igualada (29a Mostra d'Igualada), Teatre Municipal de l'Escorxador de Lleida (29a Fira de Teatre de Titelles de Lleida) i SAT! (Grec 18) |        |
| - | Bianco  | Creació de la Cia. LaBú Teatre (Anna Ros i Andreu Sans, Martí Doy, Marcel Fabregat i Joel Condal)                      | Anna Ros i Andreu Sans | Teatre Municipal l'Ateneu d'Igualada (28a Mostra d'Igualada) i SAT!                                                                                                  |        |
| - | Kàtia   | Teatre Nu i Víctor Borràs a partir d'una idea de Kateatre                                                              | Víctor Borràs          | Cotxeres dels Moxiganguers (29a Mostra d'Igualada) i Teatre del Poble Espanyol de Barcelona (9é TOT Festival)                                                        |        |
| Jurat Familiar |         | |                        | |        |
| Ferran Baile (Recomana.cat), Montse Barcon (Programa Oxitocina de Catalunya Ràdio), Jordi Bordes (El Punt Avui), Núria Cañamares (Recomana.cat), Francesc Esteve (Blog Inquietuds Culturals i Anoia Diari), Iolanda G. Madariaga (Recomana.cat), Marc Sabater (Petit Sabadell i Petit Terrassa) i Andreu Sotorra (Blog Clip de Teatre) |         | |                        | |        |

## IV Premis de la Crítica d'Arts del Carrer
| Categoria | Persona                                                                                          | Obra                                                                                             | Autoria                                                                                          | Direcció                                                                                             | Teatre                                                                                           |
| --- | ------------------------------------------------------------------------------------------------ | ------------------------------------------------------------------------------------------------ | ------------------------------------------------------------------------------------------------ | --- | ------------------------------------------------------------------------------------------------ |
| Millor espectacle d'arts del carrer |                                                                                                  |                                                                                                  |                                                                                                  | |                                                                                                  |
| - | #moneyforfree                                                                                    | John Fisherman                                                                                   | John Fisherman                                                                                   | Diversos espais de FiraTàrrega 2018                                                                  |                                                                                                  |
| - | Hippos                                                                                           | Quim Bigas, Ramon Molins i Zum-Zum Teatre                                                        | Quim Bigas                                                                                       | Plaça del Carme de Tàrrega (FiraTàrrega 2018) i Plaça Vapor Ventallò de Terrassa (Festival TNT 2018) |                                                                                                  |
| - | La llista                                                                                        | Quim Bigas i Raquel Tomàs                                                                        | Quim Bigas                                                                                       | Terrats en cultura 2017 (El Poble-sec) i Pati de l'Antic Hospital d'Olot (Sismògraf 2018)            |                                                                                                  |
| | Flou Papagayo                                                                                    | Clara Poch, Marçal Calvet i Cia. Mumusic Circus                                                  | Clara Poch i Marçal Calvet                                                                       | Escenari Joan Brossa (Grec 18) i Plaça de les Nacions de Tàrrega (FiraTàrrega 2018)                  |                                                                                                  |
| Menció Especial | - Companyia Adhok, per la seva trilogia formada per les peces Le nid, L'envol i Issue de Secours | - Companyia Adhok, per la seva trilogia formada per les peces Le nid, L'envol i Issue de Secours | - Companyia Adhok, per la seva trilogia formada per les peces Le nid, L'envol i Issue de Secours | - Companyia Adhok, per la seva trilogia formada per les peces Le nid, L'envol i Issue de Secours     | - Companyia Adhok, per la seva trilogia formada per les peces Le nid, L'envol i Issue de Secours |
| Jurat Arts de Carrer |                                                                                                  |                                                                                                  |                                                                                                  | |                                                                                                  |
| Núria Cañamares (Recomana.cat), Imma Fernández (El Periódico de Catalunya), Aída Pallarès (Entreacte), Xavi Pardo (RAC1), Manuel Pérez Muñoz (Entreacte) i Oriol Puig Taulè (Núvol) |                                                                                                  |                                                                                                  |                                                                                                  | |                                                                                                  |

## II Premi Novaveu de la Crítica Jove
| Obra                               | Autoria                                                         | Direcció                                                    | Teatre                                                              |
| ---------------------------------- | --------------------------------------------------------------- | ----------------------------------------------------------- | ------------------------------------------------------------------- |
| El temps que estiguem junts        | Pablo Messiez i La Kompanyia Lliure                             | Pablo Messiez                                               | Teatre Lliure                                                       |
| Falsestuff. La muerte de las musas | Nao Albet, Marcel Borràs i l'Associació Uns Nois que fan Teatre | Nao Albet i Marcel Borràs                                   | TNC (Grec 18)                                                       |
| Pool (No Water)                    | Mark Ravenhill, Col·lectiu VVAA i Íntims Produccions            | Anna Serrano, Elena Martín i Marc Salicrú (Col·lectiu VVAA) | Sala Beckett i Poliesportiu Municipal de Tàrrega (FiraTàrrega 2017) |
| Una gossa en un descampat          | Clàudia Cedó                                                    | Sergi Belbel                                                | Sala Beckett (Grec 18)                                              |
| Jurat                              |                                                                 |                                                             |                                                                     |
| Membres del col·lectiu Novaveu     |                                                                 |                                                             |                                                                     |